# 28 May (stanice metra v Baku)
28 May je křižovatková stanice linky 1 a linky 2 metra v Baku, která se nachází v sousedství hlavního nádraží. Linky 1 a 2 se v této stanici rozdělují na samostatné úseky. Je také možné přestoupit na stanici Cəfər Cabbarlı, která se nachází na autonomní části linky 2.

## Popis
Stanice byla otevřena 6. listopadu 1967 jako součást stavby úseku İçərişəhər – Nəriman Nərimanov. Původně se jmenovala 28 Aprel, což připomínalo den vzniku Ázerbájdžánské sovětské socialistické republiky (28. dubna 1920). V roce 1992 byla stanice přejmenována na 28 May; nový název odkazuje na Den republiky, který se slaví 28. května.
V letech 2013–2015 stanice prošla rozsáhlou rekonstrukcí.